# Duncan, Mississippi
Duncan är en kommun (town) i Bolivar County i Mississippi. Vid 2020 års folkräkning hade Duncan 276 invånare.